# Bordissot Negra Rimada
Bordissot Negra Rimada es un cultivar de higuera de tipo higo común Ficus carica, unífera (con una sola cosecha por temporada, los higos de otoño), con higos de epidermis variegada cuando verdes  con color de fondo verde suave con sobre color rayas longitudinales verdes alternando con rayas amarillas, que se suavizan cuando están madurando teniendo cuando casi maduros color de fondo negro rojizo y sobre color marrón rojizo hasta cuando están muy maduros de color de fondo negro azulado con sobre color negro mate, quedando el higo similar al 'Bordissot Negra'. Se cultiva en la colección de higueras de Montserrat Pons i Boscana, en el municipio español de Llucmajor, Islas Baleares.

## Sinonimia
- „Verdeleta Pintada“,[4][6][7]

## Historia
Actualmente la cultiva en su colección de higueras baleares Montserrat Pons i Boscana, rescatada de un ejemplar o higuera madre adulto envejecido situado junto a una pared seca, localizada en el predio "Ca n'Aina Pont" término de San Lorenzo del Cardezar. Variedad muy interesante y desconocida que Monserrat Pons descubrió gracias a Pere Ginard a través de Pedro Santandreu i Ferrer gran apasionado del mundo de las higueras, gran conocedor e informador de todas las variedades de la comarca.
La variedad 'Bordissot Negra Rimada' es originaria de San Lorenzo del Cardezar, donde se la conoce como 'Verdeleta Pintada'. Higuera única, sembrada seguramente como 'Bordissot Negra' y que por mutación o por enfermedad apareció la epidermis variegada de sus higos. Su nombre se debe a que como todos los descriptores de la higuera coinciden con los de la variedad 'Bordissot Negra' se la denomina como 'Bordissot Negra Rimada' (Rimada:Rayada, en Catalán).

## Características
La higuera 'Bordissot Negra Rimada' es una variedad unífera de tipo higo común. Árbol de vigorosidad reducida, copa menuda de forma redondeada, densa de ramaje. Poco prolífica en higos de buena calidad. Sus hojas son de 1 lóbulo en su mayoría, menos de 3 lóbulos. Sus hojas con dientes presentes márgenes serrados poco marcados casi ondulados, con un ángulo peciolar obtuso, característica varietal tal como la 'Bordissot Negra'. 'Bordissot Negra Rimada' tiene poco desprendimiento de higos, un rendimiento productivo medio y periodo de cosecha mediano. La yema apical cónica de color verde amarillento.
Los frutos de la higuera 'Bordissot Negra Rimada' son higos de un tamaño de longitud x anchura:40 x 45mm, con forma urceolada, que presentan unos frutos medianos, simétricos de forma, uniformes de dimensiones, de unos 29,058 gramos en promedio, cuya epidermis es mediana de grosor, medio áspera de consistencia dura, estos higos tienen la piel  variegada pues cuando verdes tienen un color de fondo verde suave con sobre color de rayas longitudinales verdes alternando con rayas amarillas, que se suavizan cuando están madurando, teniendo cuando casi maduros color de fondo negro rojizo y sobre color marrón rojizo, hasta cuando están muy maduros, de color de fondo negro azulado con sobre color negro mate, quedando el higo similar al 'Bordissot Negra' en apariencia. Ostiolo de 1 a 3 mm con escamas pequeñas marrones. Pedúnculo de 0 a 1 mm cilíndrico verde claro. Grietas longitudinales gruesas. Costillas marcadas. Con un ºBrix (grado de azúcar) de 24 de sabor dulce sabroso, con color de la pulpa rojo intenso. Con cavidad interna pequeña casi ausente, con aquenios pequeños en gran cantidad. Los frutos maduran durante un periodo de cosecha medio, de un inicio de maduración de los higos sobre el 2 de septiembre a 24 de octubre. Rendimiento productivo mediano y periodo de cosecha medio.
Se usa como higos frescos en alimentación humana, y como higo fresco y seco en alimentación animal (porcino y ovino). Fácil abscisión de pedúnculo y buena facilidad de pelado. Bastante resistentes a las lluvias, y tienen a menudo gota de miel en el ostiolo. Poco propensas al desprendimiento, y poca resistencia al transporte.

## Cultivo
'Bordissot Negra Rimada', se utiliza como higos frescos en alimentación humana. También en alimentación animal (porcino y ovino). Se está tratando de recuperar de ejemplares cultivados en la colección de higueras baleares de Montserrat Pons i Boscana en Llucmajor.